# Alva Myrdal

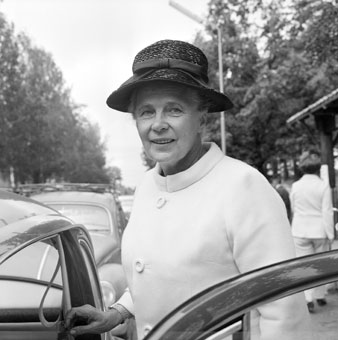
Alva Myrdal (1968)

Alva Myrdal, (Aussprache [ˌalːva ˈmyːɖɑːl]), geb. Reimer (* 31. Januar 1902 in Uppsala; † 1. Februar 1986 in Danderyd) war eine schwedische Soziologin, Politikerin und Friedensnobelpreisträgerin.

## Leben

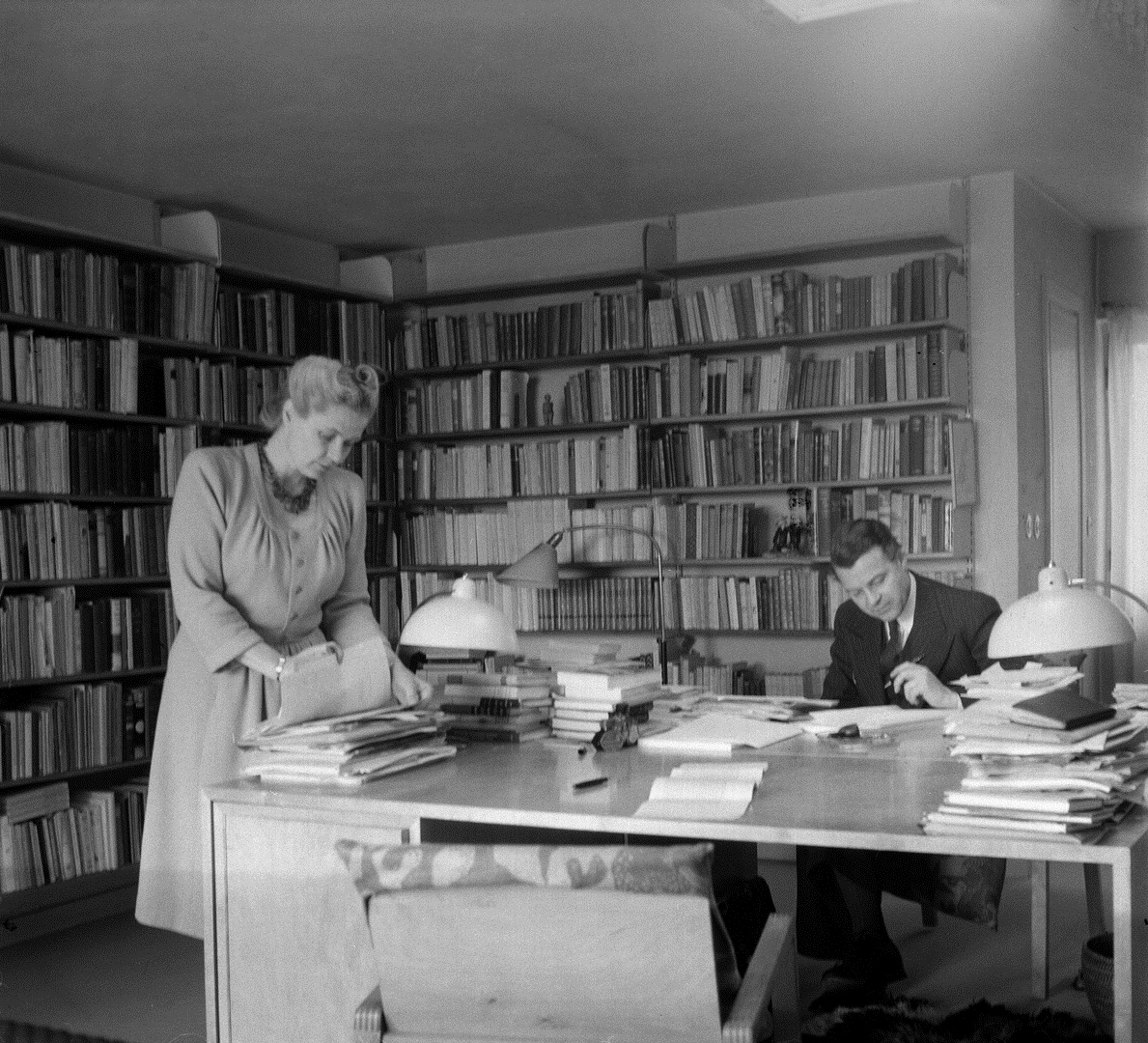
Alva und Gunnar Myrdal im Arbeitszimmer ihres Hauses (1945)

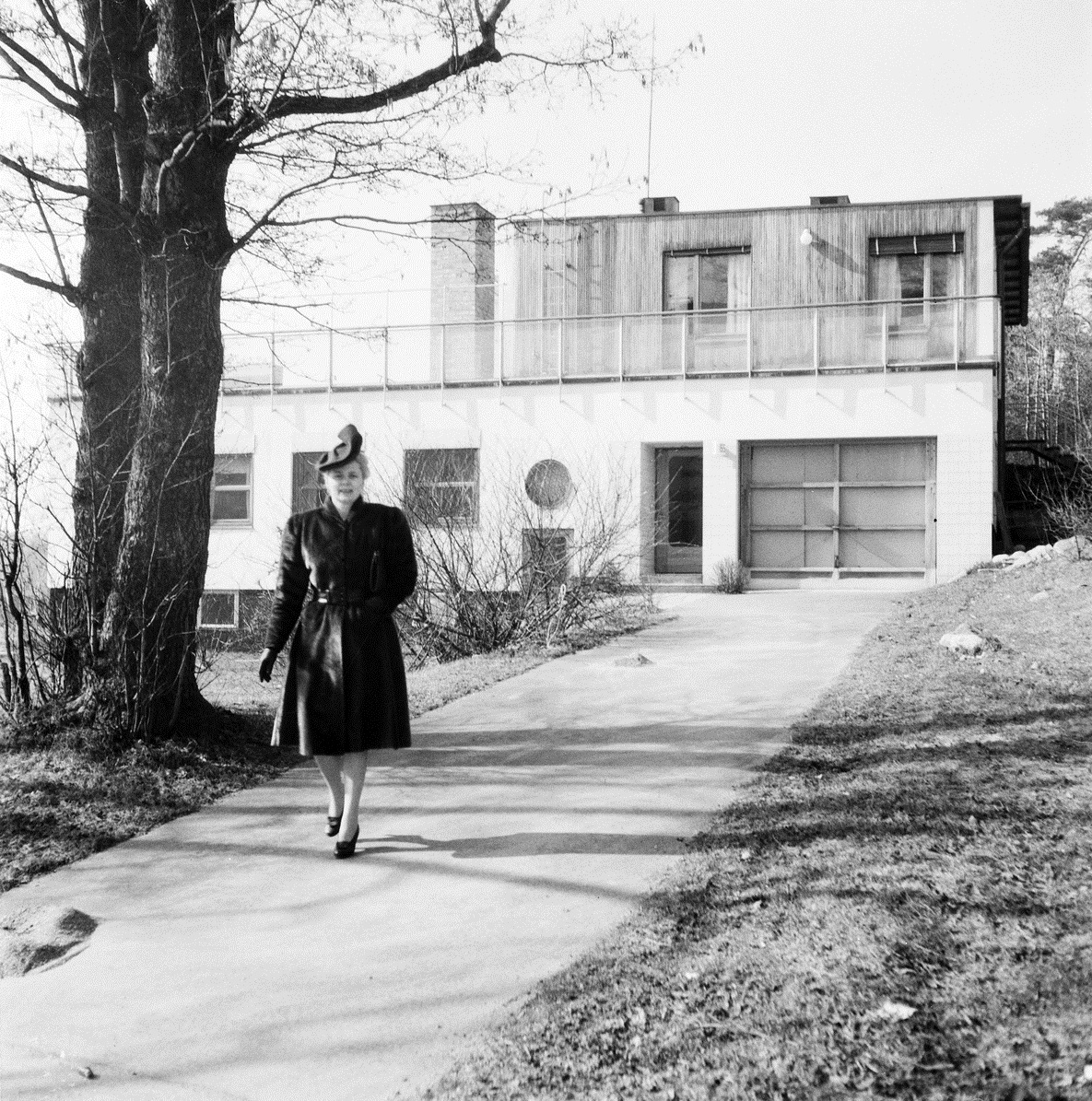
Alva Myrdal vor dem Haus ihrer Familie in Stockholm (1945)

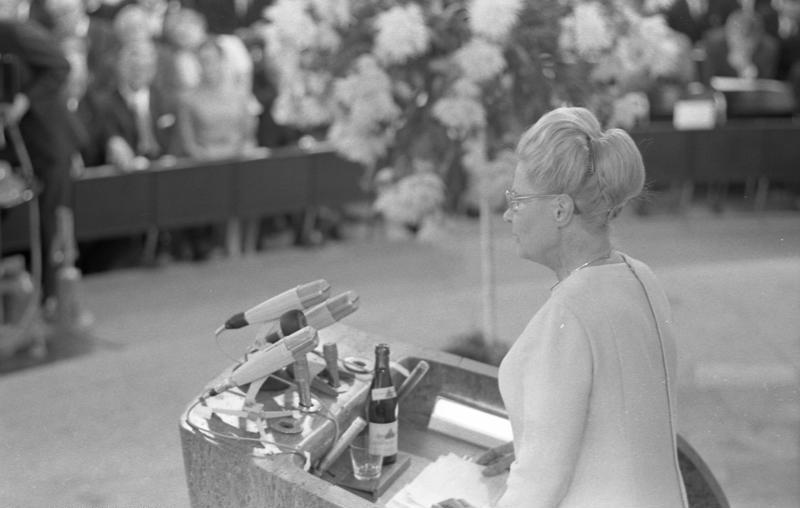
Alva Myrdal 1970 bei der Verleihung des Friedenspreises des Deutschen Buchhandels

Myrdal stammte aus einem Elternhaus mit starken Sympathien für die sozialdemokratische Politik. Sofort nach dem Abitur immatrikulierte sie sich an der Universität Stockholm für die Fächer Philosophie, Psychologie und Sozialwissenschaften. Diese Fächer belegte sie auch in Uppsala, London, Leipzig und Genf.
1924 heiratete sie den Wirtschafts- und Sozialwissenschaftler Gunnar Myrdal. Mit ihm bekam sie einen Sohn und zwei Töchter: den späteren Schriftsteller Jan Myrdal, die in Amerika lebende Ethik-Professorin Sissela Bok und die Sozialwissenschaftlerin Kaj Fölster.
In den Jahren 1936 bis 1948 leitete sie das von ihr gegründete Sozialpädagogische Seminar in Stockholm. Zu dieser Zeit war sie schon weit über die Landesgrenzen als Sozialreformerin bekannt geworden. Einige ihrer Ideen wurden von der Schwedischen Arbeiterpartei verwirklicht, der sie und ihr Ehemann Gunnar Myrdal ab 1932 angehörten.
Zwischen 1945 und 1947 gab Myrdal das mehrsprachige Flüchtlingsmagazin Via Suecia heraus, und in den Jahren 1946 bis 1948 war sie die Herausgeberin der Zeitschrift Round table on social problems. Sie sprach mehrere Sprachen, doch ihre Bücher und Reden wurden alle auf Englisch veröffentlicht.
Nach Kriegsende war Myrdal maßgeblich an der Gestaltung des schwedischen Wohlfahrtstaates beteiligt. Auch vertrat sie ihr Land bei internationalen Konferenzen: ILO-Konferenz 1945 in Paris und 1947 in Genf, UNESCO-Konferenz 1946 in Paris und 1956 in Neu-Delhi u. a.
Von 1951 bis 1955 war Myrdal leitende Angestellte der UNESCO und wurde 1956 als Botschafterin ihres Landes nach Indien und Ceylon entsandt. 1961 wurde sie ins schwedische Außenministerium berufen und ab 1962 als Abgeordnete ins schwedische Parlament gewählt.
Im Alter von 84 Jahren starb Alva Myrdal am 1. Februar 1986 in Stockholm.

## Werk
Mit ihrem Mann Gunnar schrieb Alva Myrdal das Buch Die Krise in der Bevölkerungsfrage (schwedisch: Kris i befolkningsfrågan, 1934), durch das der damalige schwedische Minister für Soziale Aufgaben, Gustav Möller, angeregt wurde, die Sozialhilfe für Familien einzuführen.

## Auszeichnungen
- 1970 Friedenspreis des deutschen Buchhandels gemeinsam mit ihrem Gatten Gunnar Myrdal[1]
- 1980 Albert-Einstein-Friedenspreis
- 1982 Friedensnobelpreis gemeinsam mit Alfonso García Robles
- 1982 Aufnahme in die American Philosophical Society[2]

## Werke (Auswahl)
- Crisis in the Population Problem (1934)
- The Game of Disarmament (1976)
- The missing Father (1936)
- Nation and Family (1941)
- Post War Planning (1976)
- Women’s Two Roles (1956) mit Viola Klein [„Drei-Phasen-Modell“ zur Vereinbarkeit von Beruf und Familie]